# Arturo Peniche
Arturo Peniche (né le 17 mai 1962) est un acteur mexicain de telenovelas devenu populaire en Amérique latine à partir des années 1990.

## Filmographie

### Telenovelas
- 1985 : Vivir Un Poco : Adrian
- 1986 : Monte Calvario : Gustavo
- 1990 : Emperatriz : David León
- 1991 : Valeria y Maximiliano
- 1992 : María Mercedes
- 1995 : Morelia
- 1995 : Maria Jose
- 1997 : El alma no tiene color (The Soul Has no Color) avec Aracely Arámbula
- 1998 : La usurpadora (The Impostor)
- 1998 : Soñadoras (Female Dreamers) avec Aracely Arámbula
- 1998 :  Vivo por Elena (Hector Rubalcava)
- 1999 : Mujeres Engañadas (Women, who have been cheated on) : Don Alejandro Lizárraga
- 2000 : Siempre te Amare (I Will Always Love You)
- 2000 : Carita de Angel (Angel Face)
- 2001 : La Intrusa:Don Carlos Alberto Brito
- 2002 : Entre el amor y el odio : Don Fabio Sacristian
- 2004 : Corazones al límite (Reto de Juventud)
- 2005-2006 : Alborada
- 2008-2009 : En nombre del amor Padre Juan Cristobal Gamboa
- 2011 : Cuando me enamoro
- 2013 : La tempestad
- 2013-2014 : Qué pobres tan ricos
- 2014 : La malquerida : Don Héctor Robledo
- 2015-2016 : A que no me dejas : Don Gonzalo Cervantes
- 2016 : Mujeres de negro : Don Bruno Borgetti
- 2017 : El vuelo de la victoria : Braulio Zavala
- 2018 : Tenías que ser tú : Ezequiel Pineda Domínguez
- 2018 : Tres Milagros : Don Ulises Suarez / Participatin spéciale
- 2019 : Cita a ciegas : Don Federico Salazar